# Crackers (film 1984)
Crackers è un film del 1984 diretto da Louis Malle, remake statunitense de I soliti ignoti di Mario Monicelli, conosciuto anche con il titolo I soliti ignoti made in Usa.

## Trama
Il film è basato sulla storia di un gruppetto di persone che vuole rapinare un banco dei pegni.